# Beloit (Kansas)
Beloit város az USA Kansas államában. Lakosainak száma 3404 fő (2020. április 1.).

## Népesség
A település népességének változása:

| 2010 | 3 835 |
| 2020 | 3 404 |